# Theridion semitinctum
Theridion semitinctum là một loài nhện trong họ Theridiidae.
Loài này thuộc chi Theridion. Theridion semitinctum được Eugène Simon miêu tả năm 1914.